# Саласар, Пабло
Пабло Андрес Саласар Санчес (исп. Pablo Andres Salazar Sánchez; 21 ноября 1982, Сан-Хосе, Коста-Рика) — коста-риканский футболист, защитник клуба «Эредиано» и сборной Коста-Рики. Участник Олимпийских игр 2004 года.

## Клубная карьера
В 2002 году Саласар начал карьеру в клубе «Санта-Барбара». После окончания дебютного сезона он перешёл в «Картахинес», в составе которого дебютировал в чемпионате Коста-Рики. В 2006 году Саласар подписал соглашение с «Алахуэленсе». В 2008 году Пабло перешёл в «Мунисипаль Либерия», в составе которого спустя год выиграл чемпионат. В 2010 году Саласар присоединился к «Универсидад де Коста-Рика». 25 июля в матче против «Перес-Селедон» он дебютировал за новую команду. 9 февраля 2011 года в поединке против «Сан-Карлос» Пабло забил свой первый гол за «Универсидад де Коста-Рика». Летом того же года Саласар перешёл в Эредиано. 31 июля в матче против Пунтаренас он дебютировал за новый клуб. 18 сентября в поединке против «Сан-Карлос» Пабло забил свой первый гол за «Эредиано». В 2012 году он во второй раз стал чемпионом страны, а через год повторил достижение.
В начале 2015 года Саласар на правах аренды перешёл в мексиканский «Венадос». 14 февраля в матче против «Атлетико Сан-Луис» он дебютировал в Лиге Ассенсо. После окончания аренды Пабло вернулся в «Эредиано» и ещё дважды стал чемпионом страны.

## Международная карьера
В 2001 году в составе молодёжной сборной Коста-Рики Саласар принял участие в молодёжном чемпионате мира в Аргентине. В 2004 году в составе сборной страны Диас поехал на Олимпийские игры в Афинах. На турнире он сыграл в матчах против команд Марокко, Ирака, Португалии, Аргентины и помог команде дойти до 1/4 финала.
9 ноября 2005 года в товарищеском матче против сборной Франции он дебютировал за сборную Коста-Рики.
В 2009 году Саласар попал в заявку на участие в Золотом кубке КОНКАКАФ. На турнире он был запасным и на поле не вышел. В 2013 году Пабло стал победителем Центральноамериканского кубка. На турнире он принял участие в матчах против сборных Никарагуа, Гватемалы, Сальвадора и Гондураса.
В 2014 году Саласар во второй раз стал победителем Центральноамериканского кубка. На турнире он сыграл в матче против команды Гватемалы.

## Достижения
Командные
 «Мунисипаль Либерия»
- Чемпионат Коста-Рики по футболу — Лето 2009

 «Эредиано»
- Чемпионат Коста-Рики по футболу — Лето 2012
- Чемпионат Коста-Рики по футболу — Лето 2013
- Чемпионат Коста-Рики по футболу — Лето 2016
- Чемпионат Коста-Рики по футболу — Лето 2017

Международные
 Коста-Рика
- Центральноамериканский кубок — 2013
- Центральноамериканский кубок — 2014